# Liste der Mitglieder des US-Repräsentantenhauses aus Indiana

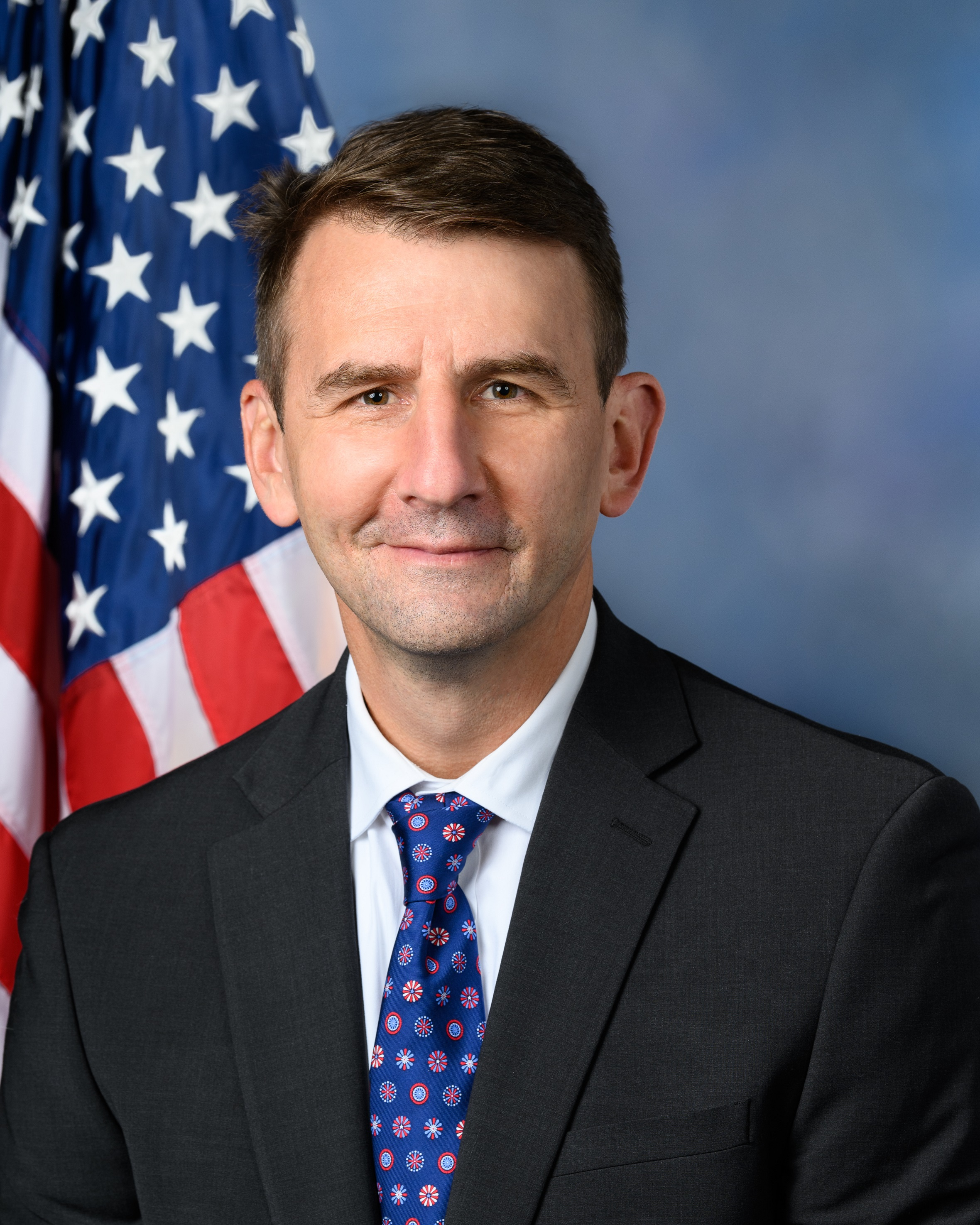
Frank Mrvan, derzeitiger Vertreter des ersten Kongresswahlbezirks von Indiana

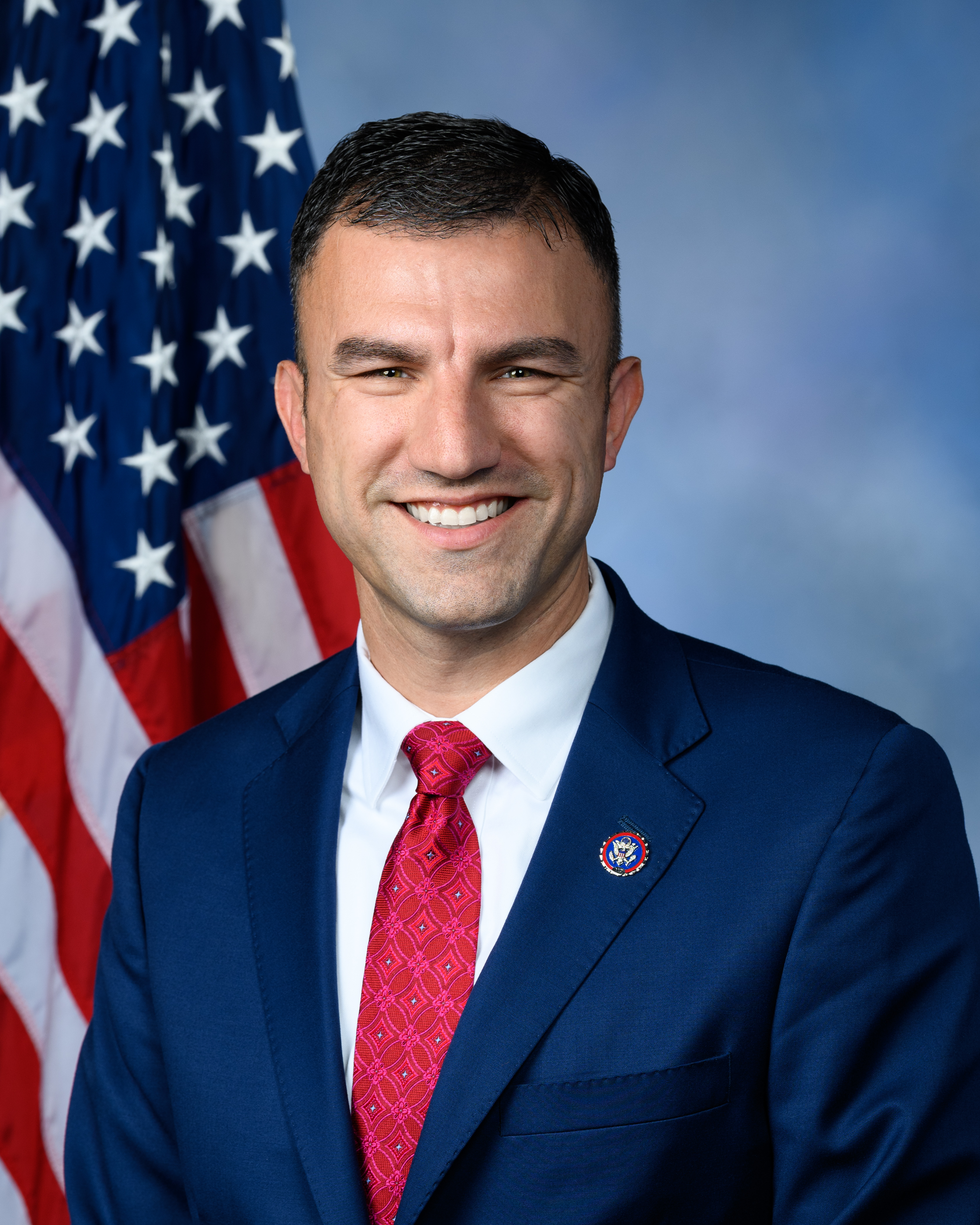
Rudy Yakym, derzeitiger Vertreter des zweiten Kongresswahlbezirks von Indiana

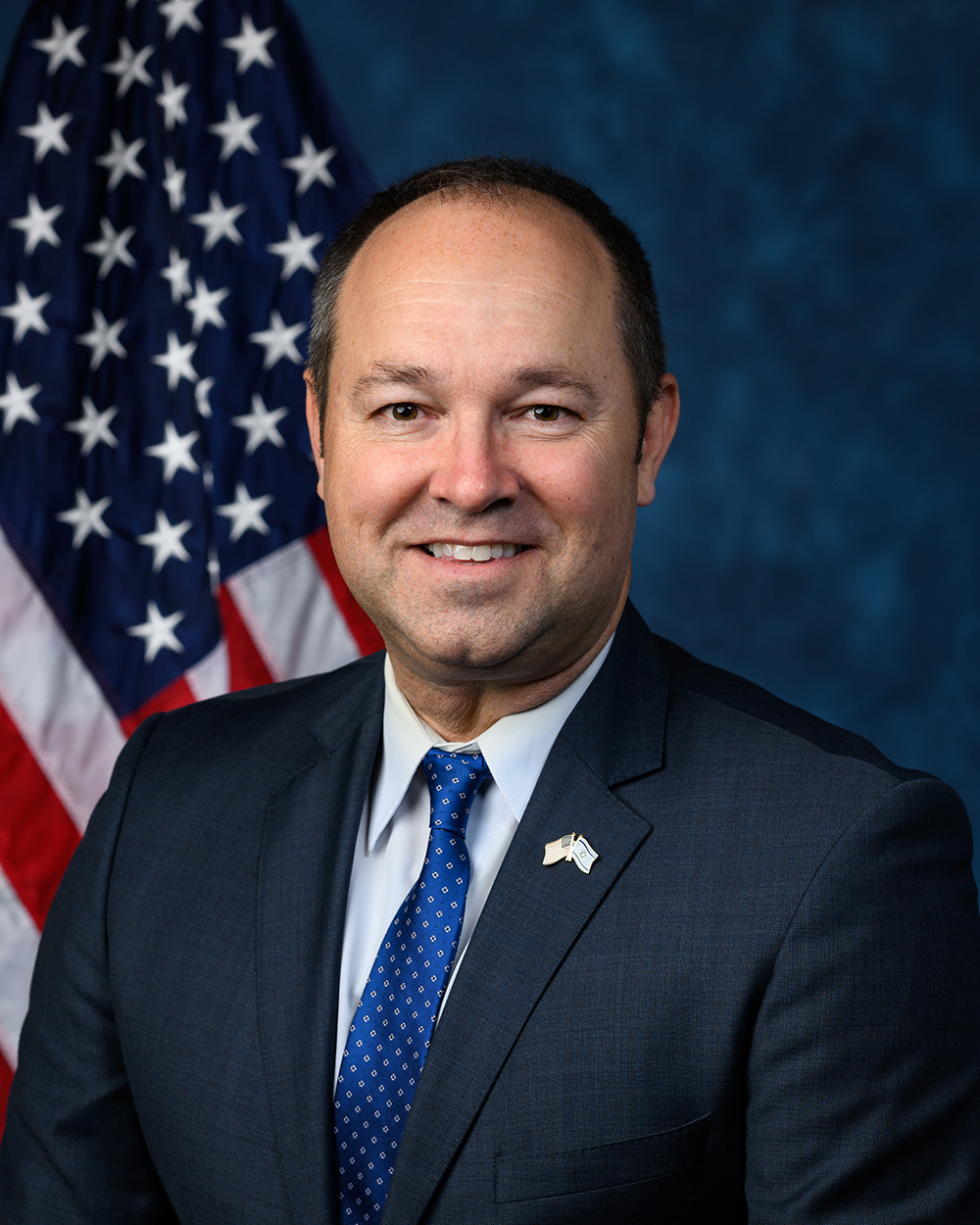
Marlin Stutzman, derzeitiger Vertreter des dritten Kongresswahlbezirks von Indiana

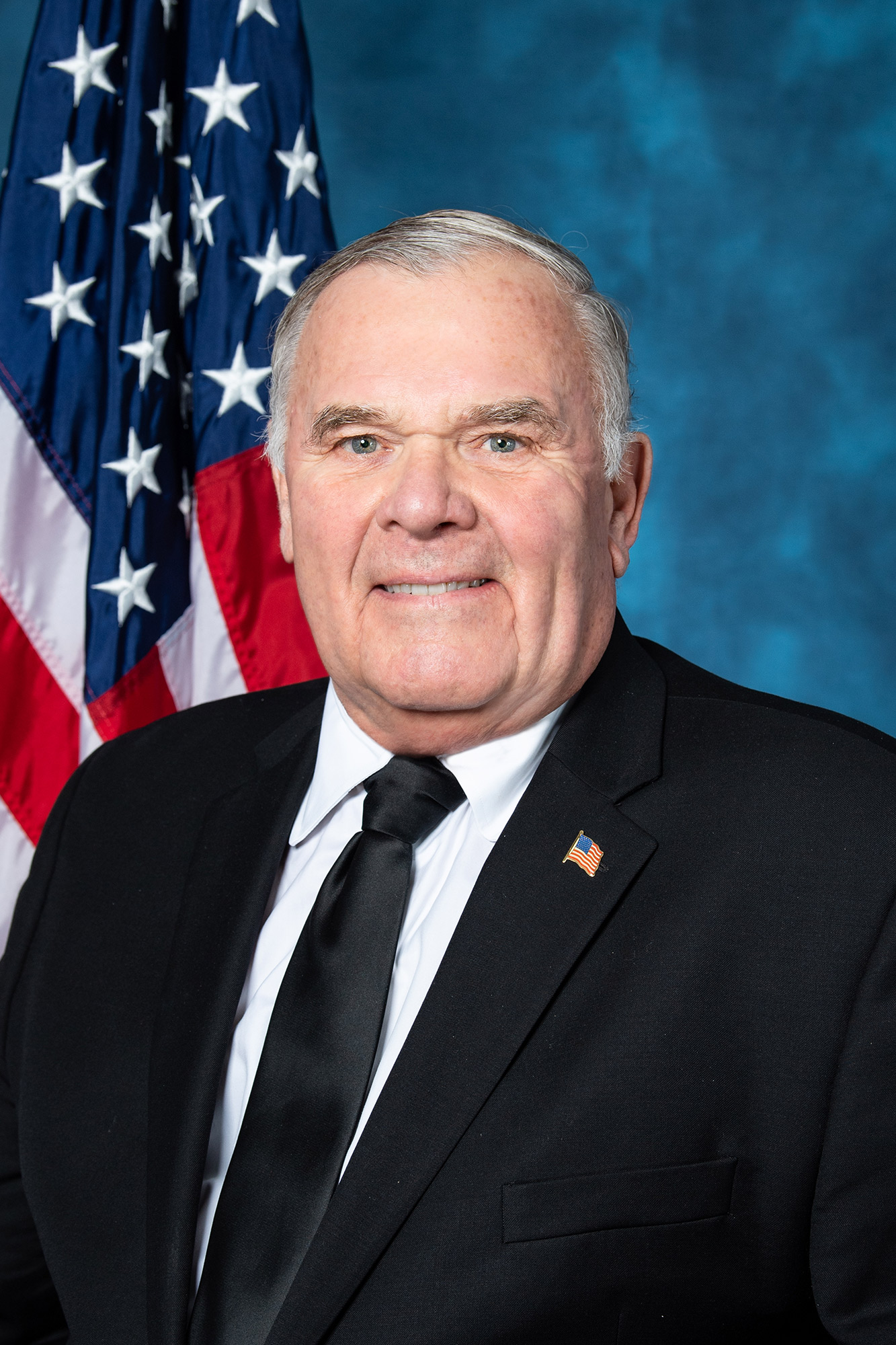
Jim Baird, derzeitiger Vertreter des vierten Kongresswahlbezirks von Indiana

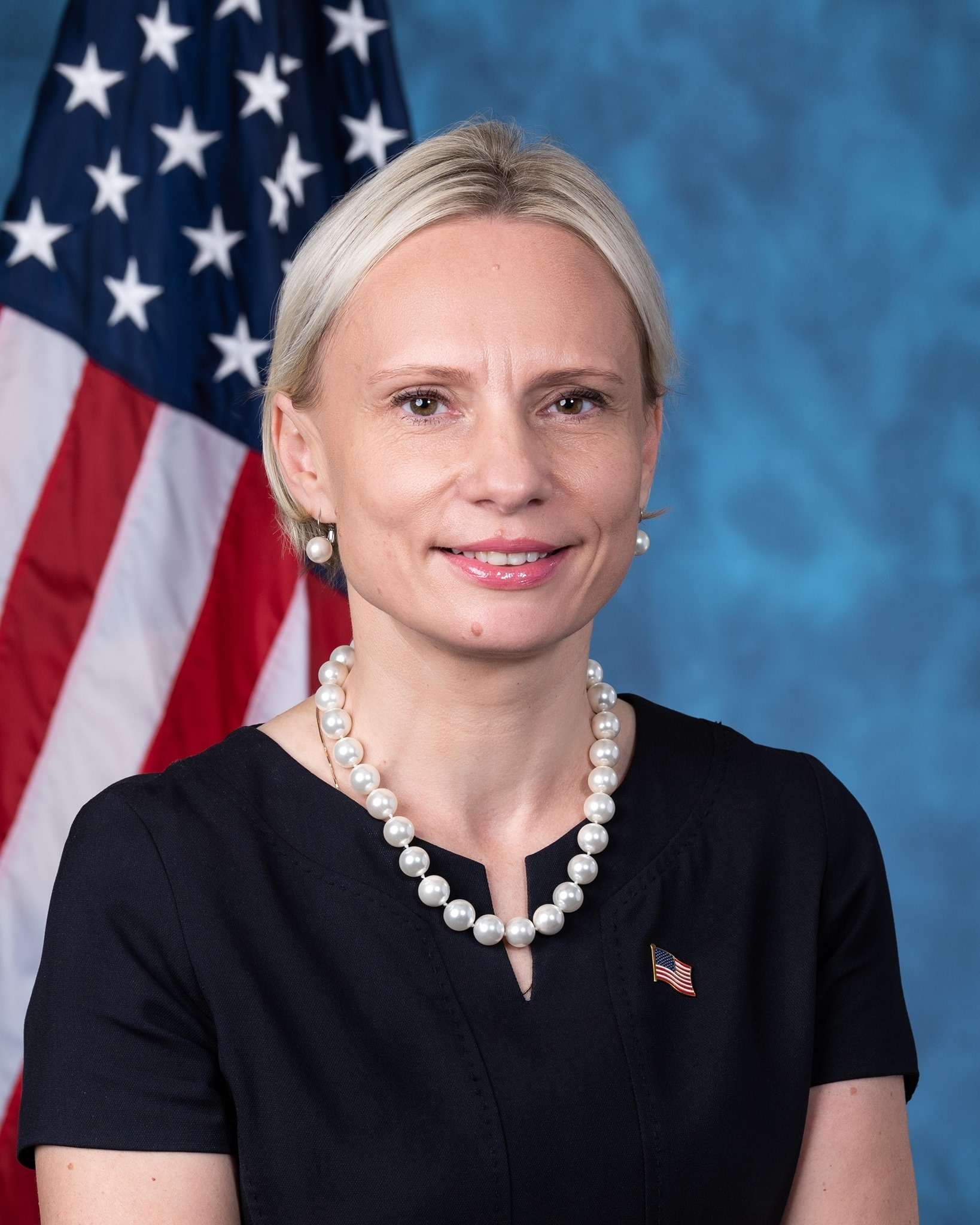
Victoria Spartz, derzeitige Vertreterin des fünften Kongresswahlbezirks von Indiana

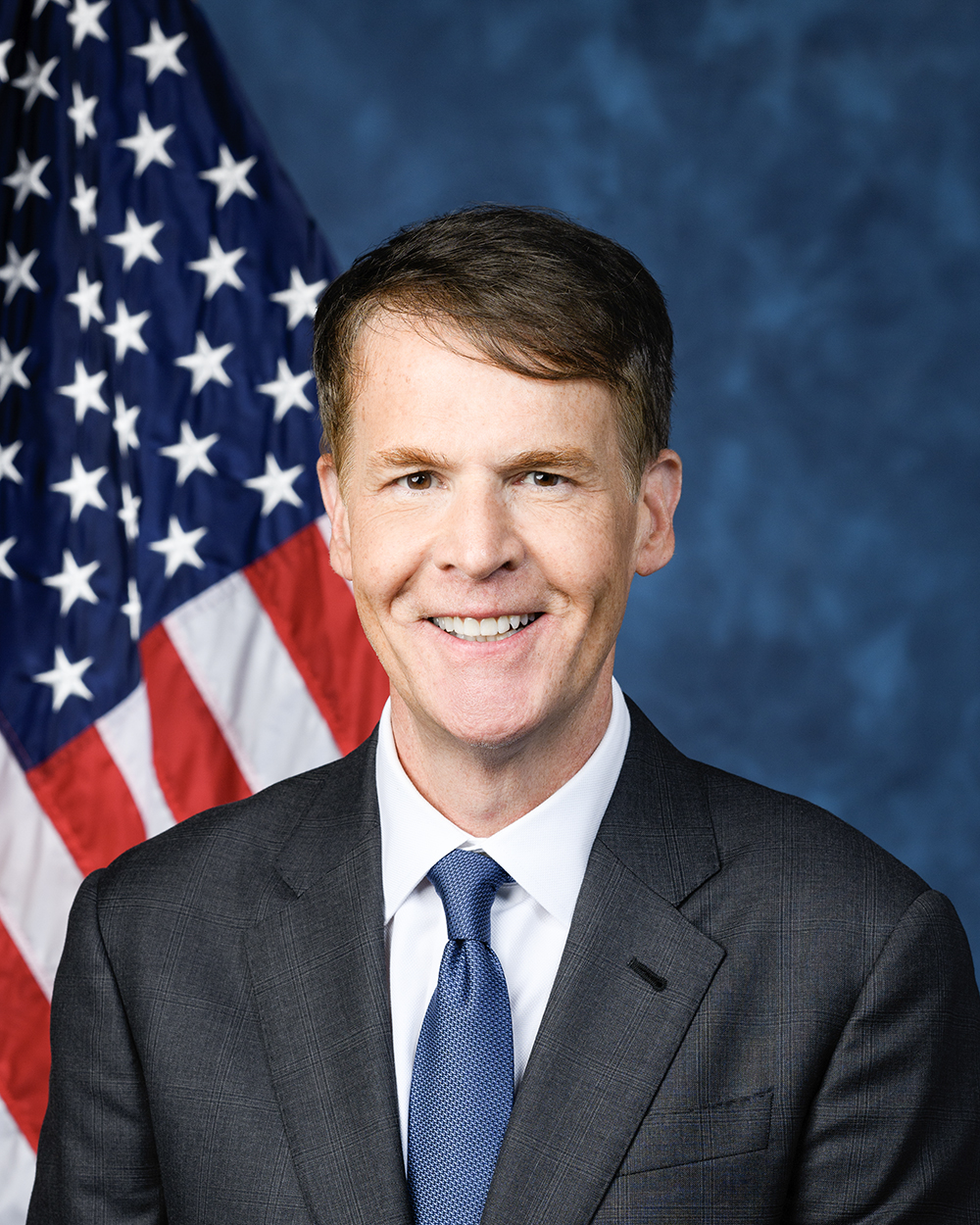
Jefferson Shreve, derzeitiger Vertreter des sechsten Kongresswahlbezirks von Indiana

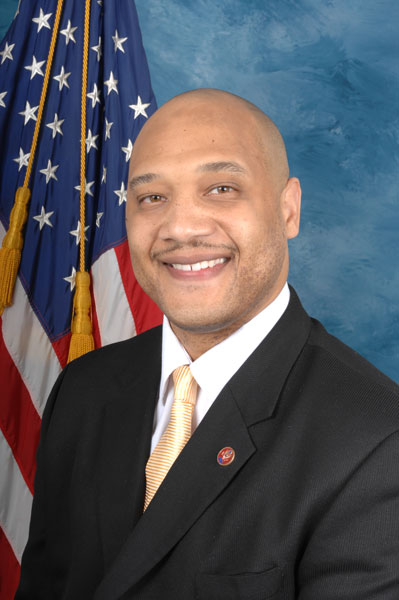
André Carson, derzeitiger Vertreter des siebten Kongresswahlbezirks von Indiana

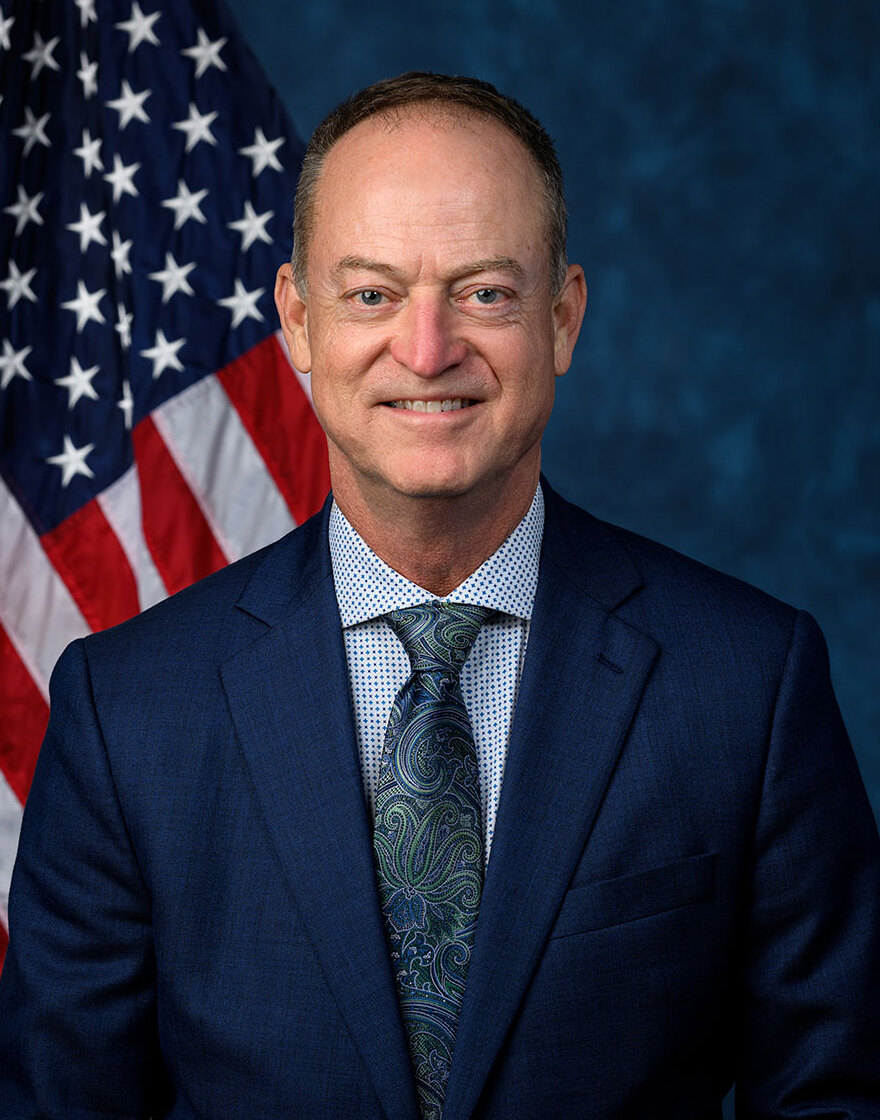
Mark Messmer, derzeitiger Vertreter des achten Kongresswahlbezirks von Indiana

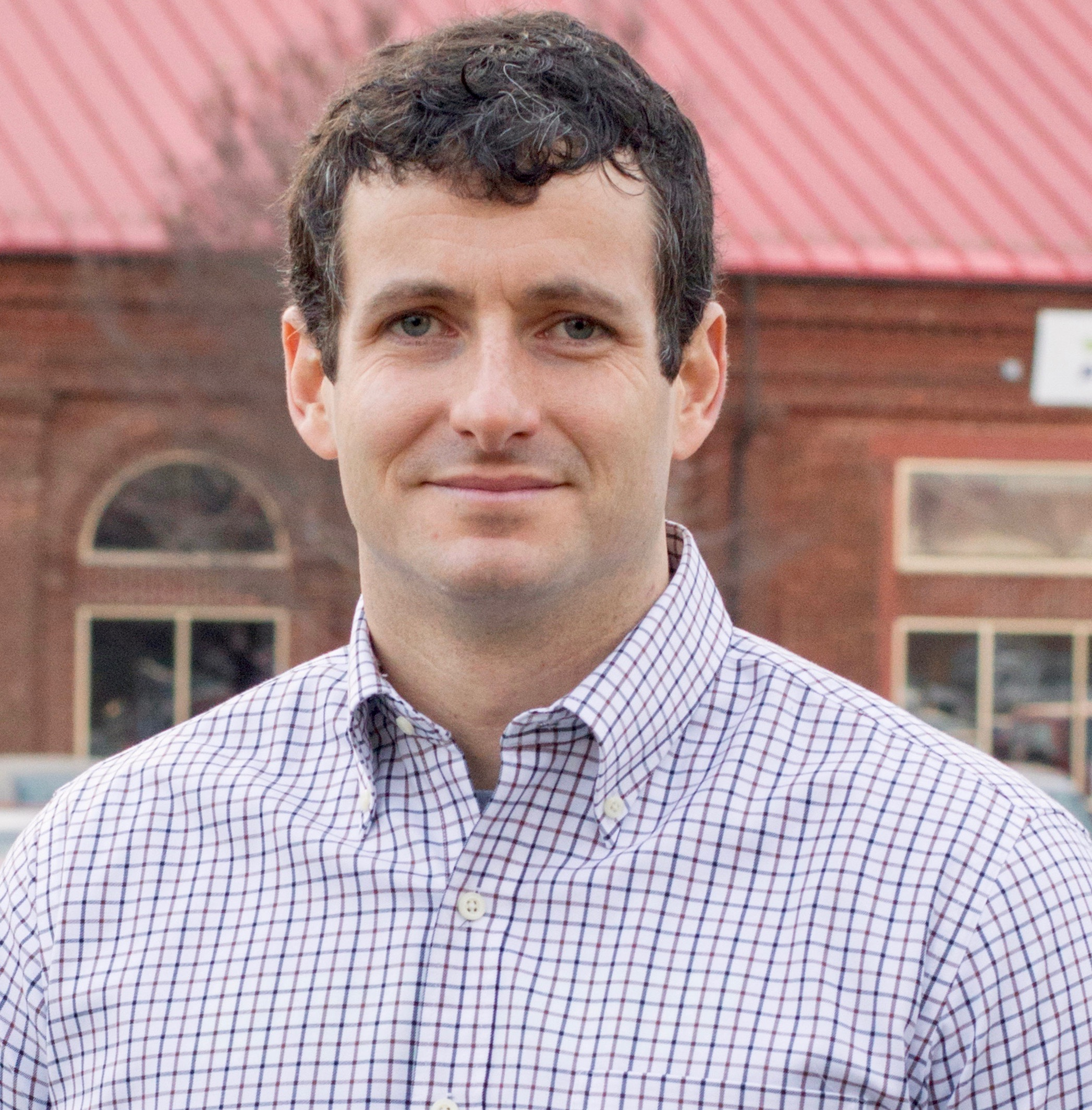
Trey Hollingsworth, derzeitiger Vertreter des neunten Kongresswahlbezirks von Indiana

Diese Liste führt alle Politiker auf, die seit 1805 für das Indiana-Territorium und später für den Bundesstaat Indiana dem Repräsentantenhaus der Vereinigten Staaten angehört haben. Nach dem Beitritt des Staates zur Union stellte Indiana zunächst nur ein Parlamentsmitglied, doch diese Zahl stieg in den folgenden Jahren kontinuierlich an. 1873 wurde dann der Höchststand von 13 Abgeordneten erreicht, der bis 1933 Gültigkeit hatte. Durch Anpassungen nach den jeweiligen Volkszählungen verlor Indiana in der Folge wieder Abgeordnete; seit 2003 vertreten nun noch neun Politiker den Staat in der Parlamentskammer. Gewählt wird stets in Wahlbezirken; lediglich bei der Wahl des Jahres 1872 wurden zwei zusätzliche Mandate staatsweit („at large“) vergeben.
Mit Schuyler Colfax, Thomas A. Hendricks, Dan Quayle und Mike Pence saßen vier spätere US-Vizepräsidenten für Indiana im Repräsentantenhaus.

## Delegierte des Indiana-Territoriums (1805–1816)
| Name                 | Amtszeit                              | Partei                |
| -------------------- | ------------------------------------- | --------------------- |
| Benjamin Parke       | 12. Dezember 1805 – 1. März 1808      | parteilos             |
| Jesse Burgess Thomas | 22. Oktober 1808 – 3. März 1809       | Democratic Republican |
| Jonathan Jennings    | 27. November 1809 – 11. Dezember 1816 | parteilos             |

## 1. Sitz (seit 1816)
| Name                        | Amtszeit                           | Partei                |
| --------------------------- | ---------------------------------- | --------------------- |
| William Hendricks           | 11. Dezember 1816 – 25. Juli 1822  | Democratic Republican |
| Jonathan Jennings           | 2. Dezember 1822 – 3. März 1823    | Democratic Republican |
| William Prince              | 4. März 1823 – 8. September 1824   | Democratic Republican |
| Jacob Call                  | 23. Dezember 1824 – 3. März 1825   | Democratic Republican |
| Ratliff Boon                | 4. März 1825 – 3. März 1827        | Democratic Republican |
| Thomas Holdsworth Blake     | 4. März 1827 – 3. März 1829        | Nationalrepublikaner  |
| Ratliff Boon                | 4. März 1829 – 3. März 1839        | Demokrat              |
| George H. Proffit           | 4. März 1839 – 3. März 1843        | Whig                  |
| Robert Dale Owen            | 4. März 1843 – 3. März 1847        | Demokrat              |
| Elisha Embree               | 4. März 1847 – 3. März 1849        | Whig                  |
| Nathaniel Albertson         | 4. März 1849 – 3. März 1851        | Demokrat              |
| James Lockhart              | 4. März 1851 – 3. März 1853        | Demokrat              |
| Smith Miller                | 4. März 1853 – 3. März 1857        | Demokrat              |
| James Lockhart              | 4. März 1857 – 7. September 1857   | Demokrat              |
| William Ellis Niblack       | 7. Dezember 1857 – 3. März 1861    | Demokrat              |
| John Law                    | 4. März 1861 – 3. März 1865        | Demokrat              |
| William Ellis Niblack       | 4. März 1865 – 3. März 1875        | Demokrat              |
| Benoni Stinson Fuller       | 4. März 1875 – 3. März 1879        | Demokrat              |
| William Heilman             | 4. März 1879 – 3. März 1883        | Republikaner          |
| John Jay Kleiner            | 4. März 1883 – 3. März 1887        | Demokrat              |
| Alvin Peterson Hovey        | 4. März 1887 – 17. Januar 1889     | Republikaner          |
| Francis Blackburn Posey     | 29. Januar 1889 – 3. März 1889     | Republikaner          |
| William Fletcher Parrett    | 4. März 1889 – 3. März 1893        | Demokrat              |
| Arthur Herbert Taylor       | 4. März 1893 – 3. März 1895        | Demokrat              |
| James Alexander Hemenway    | 4. März 1895 – 3. März 1905        | Republikaner          |
| John Hopkins Foster         | 16. Mai 1905 – 3. März 1909        | Republikaner          |
| John William Boehne         | 4. März 1909 – 3. März 1913        | Demokrat              |
| Charles Lieb                | 4. März 1913 – 3. März 1917        | Demokrat              |
| George Kirkpatrick Denton   | 4. März 1917 – 3. März 1919        | Demokrat              |
| Oscar Raymond Luhring       | 4. März 1919 – 3. März 1923        | Republikaner          |
| William Edward Wilson       | 4. März 1923 – 3. März 1925        | Demokrat              |
| Harry Emerson Rowbottom     | 4. März 1925 – 3. März 1931        | Republikaner          |
| John William Boehne Jr.     | 4. März 1931 – 3. März 1933        | Demokrat              |
| William Theodore Schulte    | 4. März 1933 – 3. Januar 1943      | Demokrat              |
| Ray John Madden             | 3. Januar 1943 – 3. Januar 1963    | Demokrat              |
| Winfield Kirkpatrick Denton | 3. Januar 1963 – 3. Januar 1965    | Demokrat              |
| Ray John Madden             | 3. Januar 1965 – 3. Januar 1977    | Demokrat              |
| Adam Benjamin               | 3. Januar 1977 – 7. September 1982 | Demokrat              |
| Katie Beatrice Hall         | 2. November 1982 – 3. Januar 1985  | Demokrat              |
| Peter John Visclosky        | 3. Januar 1985 – 3. Januar 2021    | Demokrat              |
| Frank John Mrvan            | 3. Januar 2021 –                   | Demokrat              |

## 2. Sitz (seit 1823)
| Name                       | Amtszeit                           | Partei                |
| -------------------------- | ---------------------------------- | --------------------- |
| Jonathan Jennings          | 4. März 1823 – 3. März 1831        | Democratic Republican |
| John Carr                  | 4. März 1831 – 3. März 1833        | Demokrat              |
| John Ewing                 | 4. März 1833 – 3. März 1835        | Nationalrepublikaner  |
| John Wesley Davis          | 4. März 1835 – 3. März 1837        | Demokrat              |
| John Ewing                 | 4. März 1837 – 3. März 1839        | Whig                  |
| John Wesley Davis          | 4. März 1839 – 3. März 1841        | Demokrat              |
| Richard Wigginton Thompson | 4. März 1841 – 3. März 1843        | Whig                  |
| Thomas Jefferson Henley    | 4. März 1843 – 3. März 1849        | Demokrat              |
| Cyrus Livingston Dunham    | 4. März 1849 – 3. März 1853        | Demokrat              |
| William Hayden English     | 4. März 1853 – 3. März 1861        | Demokrat              |
| James Addison Cravens      | 4. März 1861 – 3. März 1865        | Demokrat              |
| Michael Crawford Kerr      | 4. März 1865 – 3. März 1873        | Demokrat              |
| Simeon Kalfius Wolfe       | 4. März 1873 – 3. März 1875        | Demokrat              |
| James Douglas Williams     | 4. März 1875 – 1. Dezember 1876    | Demokrat              |
| Andrew Humphreys           | 5. Dezember 1876 – 3. März 1877    | Demokrat              |
| Thomas Reed Cobb           | 4. März 1877 – 3. März 1887        | Demokrat              |
| John Henry O’Neall         | 4. März 1887 – 3. März 1891        | Demokrat              |
| John Lewis Bretz           | 4. März 1891 – 3. März 1895        | Demokrat              |
| Alexander Merrill Hardy    | 4. März 1895 – 3. März 1897        | Republikaner          |
| Robert Walter Miers        | 4. März 1897 – 3. März 1905        | Demokrat              |
| John Crawford Chaney       | 4. März 1905 – 3. März 1909        | Republikaner          |
| William Allen Cullop       | 4. März 1909 – 3. März 1917        | Demokrat              |
| Oscar Edward Bland         | 4. März 1917 – 3. März 1923        | Republikaner          |
| Arthur Herbert Greenwood   | 4. März 1923 – 3. März 1933        | Demokrat              |
| George Richard Durgan      | 4. März 1933 – 3. Januar 1935      | Demokrat              |
| Charles Abraham Halleck    | 29. Januar 1935 – 3. Januar 1969   | Republikaner          |
| Earl Fredrick Landgrebe    | 3. Januar 1969 – 3. Januar 1975    | Republikaner          |
| Floyd James Fithian        | 3. Januar 1975 – 3. Januar 1983    | Demokrat              |
| Philip Riley Sharp         | 3. Januar 1983 – 3. Januar 1995    | Demokrat              |
| David Martin McIntosh      | 3. Januar 1995 – 3. Januar 2001    | Republikaner          |
| Michael Richard Pence      | 3. Januar 2001 – 3. Januar 2003    | Republikaner          |
| Joseph Christopher Chocola | 3. Januar 2003 – 3. Januar 2007    | Republikaner          |
| Joseph Simon Donnelly      | 3. Januar 2007 – 3. Januar 2013    | Demokrat              |
| Jacqueline R. Walorski     | 3. Januar 2013 – 3. August 2022    | Republikaner          |
| vakant                     | 3. August 2022 – 14. November 2022 |                       |
| Rudy Yakym                 | 14. November 2022 –                | Republikaner          |

## 3. Sitz (seit 1823)
| Name                         | Amtszeit                           | Partei                |
| ---------------------------- | ---------------------------------- | --------------------- |
| John Test                    | 4. März 1823 – 3. März 1827        | Democratic Republican |
| Oliver Hampton Smith         | 4. März 1827 – 3. März 1829        | Unabhängiger          |
| John Test                    | 4. März 1829 – 3. März 1831        | Nationalrepublikaner  |
| Johnathan McCarty            | 4. März 1831 – 3. März 1833        | Demokrat              |
| John Carr                    | 4. März 1833 – 3. März 1837        | Demokrat              |
| William Graham               | 4. März 1837 – 3. März 1839        | Whig                  |
| John Carr                    | 4. März 1839 – 3. März 1841        | Demokrat              |
| Joseph Livingston White      | 4. März 1841 – 3. März 1843        | Whig                  |
| Thomas Smith                 | 4. März 1843 – 3. März 1847        | Demokrat              |
| John Larne Robinson          | 4. März 1847 – 3. März 1853        | Demokrat              |
| Cyrus Livingston Dunham      | 4. März 1853 – 3. März 1855        | Demokrat              |
| George Grundy Dunn           | 4. März 1855 – 3. März 1857        | Opposition Party      |
| James Hughes                 | 4. März 1857 – 3. März 1859        | Demokrat              |
| William McKee Dunn           | 4. März 1859 – 3. März 1863        | Republikaner          |
| Henry William Harrington     | 4. März 1863 – 3. März 1865        | Demokrat              |
| Ralph Hill                   | 4. März 1865 – 3. März 1867        | Republikaner          |
| Morton Craig Hunter          | 4. März 1867 – 3. März 1869        | Republikaner          |
| William Steele Holman        | 4. März 1869 – 3. März 1875        | Demokrat              |
| Michael Crawford Kerr        | 4. März 1875 – 19. August 1876     | Demokrat              |
| Nathan Tracy Carr            | 5. Dezember 1876 – 3. März 1877    | Demokrat              |
| George Augustus Bicknell     | 4. März 1877 – 3. März 1881        | Demokrat              |
| Strother Madison Stockslager | 4. März 1881 – 3. März 1885        | Demokrat              |
| Jonas George Howard          | 4. März 1885 – 3. März 1889        | Demokrat              |
| Jason Brevoort Brown         | 4. März 1889 – 3. März 1895        | Demokrat              |
| Robert John Tracewell        | 4. März 1895 – 3. März 1897        | Republikaner          |
| William Taylor Zenor         | 4. März 1897 – 3. März 1907        | Demokrat              |
| William Elijah Cox           | 4. März 1907 – 3. März 1919        | Demokrat              |
| James Whitson Dunbar         | 4. März 1919 – 3. März 1923        | Republikaner          |
| Frank Gardner                | 4. März 1923 – 3. Januar 1929      | Demokrat              |
| James Whitson Dunbar         | 4. März 1929 – 3. März 1931        | Republikaner          |
| Eugene Burgess Crowe         | 4. März 1931 – 3. März 1933        | Demokrat              |
| Samuel Barrett Pettengill    | 4. März 1933 – 3. Januar 1939      | Demokrat              |
| Robert Allen Grant           | 3. Januar 1939 – 3. Januar 1949    | Republikaner          |
| Thurman Charles Crook        | 3. Januar 1949 – 3. Januar 1951    | Demokrat              |
| Shepard J. Crumpacker        | 3. Januar 1951 – 3. Januar 1957    | Republikaner          |
| F. Jay Nimtz                 | 3. Januar 1957 – 3. Januar 1959    | Republikaner          |
| John Brademas                | 3. Januar 1959 – 3. Januar 1981    | Demokrat              |
| John Patrick Hiler           | 3. Januar 1981 – 3. Januar 1991    | Republikaner          |
| Timothy John Roemer          | 3. Januar 1991 – 3. Januar 2003    | Demokrat              |
| Mark Edward Souder           | 3. Januar 2003 – 21. Mai 2010      | Republikaner          |
| Marlin Andrew Stutzman       | 16. November 2010 – 3. Januar 2017 | Republikaner          |
| James Edward Banks           | 3. Januar 2017 – 3. Januar 2025    | Republikaner          |
| Marlin Stutzman              | 3. Januar 2025 –                   | Republikaner          |

## 4. Sitz (seit 1833)
| Name                     | Amtszeit                        | Partei           |
| ------------------------ | ------------------------------- | ---------------- |
| Amos Lane                | 4. März 1833 – 3. März 1837     | Demokrat         |
| George Hedford Dunn      | 4. März 1837 – 3. März 1839     | Whig             |
| Thomas Smith             | 4. März 1839 – 3. März 1841     | Demokrat         |
| James Harrison Cravens   | 4. März 1841 – 3. März 1843     | Whig             |
| Caleb Blood Smith        | 4. März 1843 – 3. März 1849     | Whig             |
| George Washington Julian | 4. März 1849 – 3. März 1851     | Free Soil Party  |
| Samuel Wilson Parker     | 4. März 1851 – 3. März 1853     | Whig             |
| James Henry Lane         | 4. März 1853 – 3. März 1855     | Demokrat         |
| William Cumback          | 4. März 1855 – 3. März 1857     | Opposition Party |
| James Bradford Foley     | 4. März 1857 – 3. März 1855     | Demokrat         |
| William Steele Holman    | 4. März 1859 – 3. März 1865     | Demokrat         |
| John Hanson Farquhar     | 4. März 1865 – 3. März 1867     | Republikaner     |
| William Steele Holman    | 4. März 1867 – 3. März 1869     | Demokrat         |
| George Washington Julian | 4. März 1869 – 3. März 1871     | Republikaner     |
| Jeremiah Morrow Wilson   | 4. März 1871 – 3. März 1875     | Republikaner     |
| Jeptha Dudley New        | 4. März 1875 – 3. März 1877     | Demokrat         |
| Leonidas Sexton          | 4. März 1877 – 3. März 1879     | Republikaner     |
| Jeptha Dudley New        | 4. März 1879 – 3. März 1881     | Demokrat         |
| William Steele Holman    | 4. März 1881 – 3. März 1895     | Demokrat         |
| James Eli Watson         | 4. März 1895 – 3. März 1897     | Republikaner     |
| William Steele Holman    | 4. März 1897 – 22. April 1897   | Demokrat         |
| Francis Marion Griffith  | 6. Dezember 1897 – 3. März 1905 | Demokrat         |
| Lincoln Dixon            | 4. März 1905 – 3. März 1919     | Demokrat         |
| John Samuel Benham       | 4. März 1919 – 3. März 1923     | Republikaner     |
| Harry Clifford Canfield  | 4. März 1923 – 3. März 1933     | Demokrat         |
| James Indus Farley       | 4. März 1933 – 3. Januar 1939   | Demokrat         |
| George W. Gillie         | 3. Januar 1939 – 3. Januar 1949 | Republikaner     |
| Edward H. Kruse          | 3. Januar 1949 – 3. Januar 1951 | Demokrat         |
| Edwin Ross Adair         | 3. Januar 1951 – 3. Januar 1971 | Republikaner     |
| John Edward Roush        | 3. Januar 1971 – 3. Januar 1977 | Demokrat         |
| James Danforth Quayle    | 3. Januar 1977 – 3. Januar 1981 | Republikaner     |
| Daniel Ray Coats         | 3. Januar 1981 – 3. Januar 1989 | Republikaner     |
| Jill Long Thompson       | 3. Januar 1989 – 3. Januar 1995 | Demokrat         |
| Mark Edward Souder       | 3. Januar 1995 – 3. Januar 2003 | Republikaner     |
| Stephen Earle Buyer      | 3. Januar 2003 – 3. Januar 2011 | Republikaner     |
| Theodore Edward Rokita   | 3. Januar 2011 – 3. Januar 2019 | Republikaner     |
| James Richard Baird      | 3. Januar 2019 –                | Republikaner     |

## 5. Sitz (seit 1833)
| Name                      | Amtszeit                        | Partei           |
| ------------------------- | ------------------------------- | ---------------- |
| Johnathan McCarty         | 4. März 1833 – 3. März 1837     | Demokrat         |
| James Rariden             | 4. März 1837 – 3. März 1841     | Whig             |
| Andrew Kennedy            | 4. März 1841 – 3. März 1843     | Demokrat         |
| William John Brown        | 4. März 1843 – 3. März 1845     | Demokrat         |
| William Watson Wick       | 4. März 1845 – 3. März 1849     | Demokrat         |
| William John Brown        | 4. März 1849 – 3. März 1851     | Demokrat         |
| Thomas Andrews Hendricks  | 4. März 1851 – 3. März 1853     | Demokrat         |
| Samuel Wilson Parker      | 4. März 1853 – 3. März 1855     | Whig             |
| David Pierson Holloway    | 4. März 1855 – 3. März 1857     | Opposition Party |
| David Kilgore             | 4. März 1857 – 3. März 1861     | Republikaner     |
| George Washington Julian  | 4. März 1861 – 3. März 1869     | Republikaner     |
| John Coburn               | 4. März 1869 – 3. März 1875     | Republikaner     |
| William Steele Holman     | 4. März 1875 – 3. März 1877     | Demokrat         |
| Thomas McLelland Browne   | 4. März 1877 – 3. März 1881     | Republikaner     |
| Courtland Cushing Matson  | 4. März 1881 – 3. März 1889     | Demokrat         |
| George William Cooper     | 4. März 1889 – 3. März 1895     | Demokrat         |
| Jesse E. Overstreet       | 4. März 1895 – 3. März 1897     | Republikaner     |
| George Washington Faris   | 4. März 1897 – 3. März 1901     | Republikaner     |
| Elias Selah Holliday      | 4. März 1901 – 3. März 1909     | Republikaner     |
| Ralph Wilbur Moss         | 4. März 1909 – 3. März 1917     | Demokrat         |
| James Everett Sanders     | 4. März 1917 – 3. März 1925     | Republikaner     |
| Noble Jacob Johnson       | 4. März 1925 – 3. März 1931     | Republikaner     |
| Courtland Craig Gillen    | 4. März 1931 – 3. März 1933     | Demokrat         |
| Glenn Hasenfratz Griswold | 4. März 1933 – 3. Januar 1939   | Demokrat         |
| Forest Arthur Harness     | 3. Januar 1939 – 3. Januar 1949 | Republikaner     |
| John Richard Walsh        | 3. Januar 1949 – 3. Januar 1951 | Demokrat         |
| John Valentine Beamer     | 3. Januar 1951 – 3. Januar 1959 | Republikaner     |
| John Edward Roush         | 3. Januar 1959 – 3. Januar 1969 | Demokrat         |
| Richard Lowell Roudebush  | 3. Januar 1969 – 3. Januar 1971 | Republikaner     |
| Elwood Haynes Hillis      | 3. Januar 1971 – 3. Januar 1987 | Republikaner     |
| James Prather Jontz       | 3. Januar 1987 – 3. Januar 1993 | Demokrat         |
| Stephen Earle Buyer       | 3. Januar 1993 – 3. Januar 2003 | Republikaner     |
| Danny Lee Burton          | 3. Januar 2003 – 3. Januar 2013 | Republikaner     |
| Susan Wiant Brooks        | 3. Januar 2013 – 3. Januar 2021 | Republikaner     |
| Victoria Spartz           | 3. Januar 2021 –                | Republikaner     |

## 6. Sitz (seit 1833)
| Name                     | Amtszeit                         | Partei           |
| ------------------------ | -------------------------------- | ---------------- |
| George L. Kinnard        | 4. März 1833 – 26. November 1836 | Demokrat         |
| William Herod            | 25. Januar 1837 – 3. März 1839   | Whig             |
| William Watson Wick      | 4. März 1839 – 3. März 1841      | Demokrat         |
| David Wallace            | 4. März 1841 – 3. März 1843      | Whig             |
| John Wesley Davis        | 4. März 1843 – 3. März 1847      | Demokrat         |
| George Grundy Dunn       | 4. März 1847 – 3. März 1849      | Whig             |
| Willis Arnold Gorman     | 4. März 1849 – 3. März 1853      | Demokrat         |
| Thomas Andrews Hendricks | 4. März 1853 – 3. März 1855      | Demokrat         |
| Lucien Barbour           | 4. März 1855 – 3. März 1857      | Opposition Party |
| James Madison Gregg      | 4. März 1857 – 3. März 1859      | Demokrat         |
| Albert Gallatin Porter   | 4. März 1859 – 3. März 1863      | Republikaner     |
| Ebenezer Dumont          | 4. März 1863 – 3. März 1867      | Republikaner     |
| John Coburn              | 4. März 1867 – 3. März 1869      | Republikaner     |
| Daniel Wolsey Voorhees   | 4. März 1869 – 3. März 1873      | Demokrat         |
| Morton Craig Hunter      | 4. März 1873 – 3. März 1875      | Republikaner     |
| Milton Stapp Robinson    | 4. März 1875 – 3. März 1879      | Republikaner     |
| William Ralph Myers      | 4. März 1879 – 3. März 1881      | Demokrat         |
| Thomas McLelland Browne  | 4. März 1881 – 3. März 1891      | Republikaner     |
| Henry Underwood Johnson  | 4. März 1891 – 3. März 1899      | Republikaner     |
| James Eli Watson         | 4. März 1899 – 3. März 1909      | Republikaner     |
| William Oscar Barnard    | 4. März 1909 – 3. März 1911      | Republikaner     |
| Finly Hutchinson Gray    | 4. März 1911 – 3. März 1917      | Demokrat         |
| Daniel Webster Comstock  | 4. März 1917 – 19. Mai 1917      | Republikaner     |
| Richard Nash Elliott     | 29. Juni 1917 – 3. März 1931     | Republikaner     |
| William Larrabee         | 4. März 1931 – 3. März 1933      | Demokrat         |
| Virginia Ellis Jenckes   | 4. März 1933 – 3. Januar 1939    | Demokrat         |
| Noble Jacob Johnson      | 3. Januar 1939 – 1. Juli 1948    | Republikaner     |
| Cecil Murray Harden      | 3. Januar 1949 – 3. Januar 1959  | Republikaner     |
| Fred Wampler             | 3. Januar 1959 – 3. Januar 1961  | Demokrat         |
| Richard Lowell Roudebush | 3. Januar 1961 – 3. Januar 1967  | Republikaner     |
| William Gilmer Bray      | 3. Januar 1967 – 3. Januar 1975  | Republikaner     |
| David Walter Evans       | 3. Januar 1975 – 3. Januar 1983  | Demokrat         |
| Danny Lee Burton         | 3. Januar 1983 – 3. Januar 2003  | Republikaner     |
| Michael Richard Pence    | 3. Januar 2003 – 3. Januar 2013  | Republikaner     |
| Allen Lucas Messer       | 3. Januar 2013 – 3. Januar 2019  | Republikaner     |
| Gregory Joseph Pence     | 3. Januar 2019 – 3. Januar 2025  | Republikaner     |
| Jefferson Shreve         | 3. Januar 2025 –                 | Republikaner     |

## 7. Sitz (seit 1833)
| Name                       | Amtszeit                           | Partei           |
| -------------------------- | ---------------------------------- | ---------------- |
| Edward Allen Hannegan      | 4. März 1833 – 3. März 1837        | Demokrat         |
| Albert Smith White         | 4. März 1837 – 3. März 1839        | Whig             |
| Tilghman Ashurst Howard    | 5. August 1839 – 1. Juli 1840      | Demokrat         |
| Henry Smith Lane           | 3. August 1840 – 3. März 1843      | Whig             |
| Joseph Albert Wright       | 4. März 1843 – 3. März 1845        | Demokrat         |
| Edward Wilson McGaughey    | 4. März 1845 – 3. März 1847        | Whig             |
| Richard Wigginton Thompson | 4. März 1847 – 3. März 1849        | Whig             |
| Edward Wilson McGaughey    | 4. März 1849 – 3. März 1851        | Whig             |
| John Givan Davis           | 4. März 1851 – 3. März 1855        | Demokrat         |
| Harvey David Scott         | 4. März 1855 – 3. März 1857        | Opposition Party |
| John Givan Davis           | 4. März 1857 – 3. März 1861        | Demokrat         |
| Daniel Wolsey Voorhees     | 4. März 1861 – 23. Februar 1866    | Demokrat         |
| Henry Dana Washburn        | 23. Februar 1866 – 3. März 1869    | Republikaner     |
| Godlove Stein Orth         | 4. März 1869 – 3. März 1871        | Republikaner     |
| Mahlon Dickerson Manson    | 4. März 1871 – 3. März 1873        | Demokrat         |
| Thomas Jefferson Cason     | 4. März 1873 – 3. März 1875        | Republikaner     |
| Franklin Landers           | 4. März 1875 – 3. März 1877        | Demokrat         |
| John Hanna                 | 4. März 1877 – 3. März 1879        | Republikaner     |
| Gilbert De La Matyr        | 4. März 1879 – 3. März 1881        | Greenback Party  |
| Stanton Judkins Peelle     | 4. März 1881 – 22. Mai 1884        | Republikaner     |
| William Eastin English     | 22. Mai 1884 – 3. März 1885        | Demokrat         |
| William Dallas Bynum       | 4. März 1885 – 3. März 1895        | Demokrat         |
| Charles Lewis Henry        | 4. März 1895 – 3. März 1897        | Republikaner     |
| Jesse E. Overstreet        | 4. März 1897 – 3. März 1909        | Republikaner     |
| Charles Alexander Korbly   | 4. März 1909 – 3. März 1915        | Demokrat         |
| Merrill Moores             | 4. März 1915 – 3. März 1925        | Republikaner     |
| Ralph Eugene Updike        | 4. März 1925 – 3. März 1929        | Republikaner     |
| Louis Leon Ludlow          | 4. März 1929 – 3. März 1933        | Demokrat         |
| Arthur Herbert Greenwood   | 4. März 1933 – 3. Januar 1939      | Demokrat         |
| Gerald Wayne Landis        | 3. Januar 1939 – 3. Januar 1949    | Republikaner     |
| James Ellsworth Noland     | 3. Januar 1949 – 3. März 1951      | Demokrat         |
| William Gilmer Bray        | 3. Januar 1951 – 3. Januar 1967    | Republikaner     |
| John Thomas Myers          | 3. Januar 1967 – 3. Januar 1997    | Republikaner     |
| Edward Allan Pease         | 3. Januar 1997 – 3. Januar 2001    | Republikaner     |
| Brian Douglas Kerns        | 3. Januar 2001 – 3. Januar 2003    | Republikaner     |
| Julia May Carson           | 3. Januar 2003 – 15. Dezember 2007 | Demokrat         |
| André D. Carson            | 13. März 2008 –                    | Demokrat         |

## 8. Sitz (seit 1843)
| Name                        | Amtszeit                           | Partei       |
| --------------------------- | ---------------------------------- | ------------ |
| John Pettit                 | 4. März 1843 – 3. März 1849        | Demokrat     |
| Joseph Ewing McDonald       | 4. März 1849 – 3. März 1851        | Demokrat     |
| Daniel Mace                 | 4. März 1851 – 3. März 1857        | Demokrat     |
| James Wilson                | 4. März 1857 – 3. März 1861        | Republikaner |
| Albert Smith White          | 4. März 1861 – 3. März 1863        | Republikaner |
| Godlove Stein Orth          | 4. März 1863 – 3. März 1869        | Republikaner |
| James Noble Tyner           | 4. März 1869 – 3. März 1875        | Republikaner |
| Morton Craig Hunter         | 4. März 1875 – 3. März 1879        | Republikaner |
| Abraham Jonathan Hostetler  | 4. März 1879 – 3. März 1881        | Demokrat     |
| Robert Bruce Fraser Peirce  | 4. März 1881 – 3. März 1883        | Republikaner |
| John Edward Lamb            | 4. März 1883 – 3. März 1885        | Demokrat     |
| James Thomas Johnston       | 4. März 1885 – 3. März 1889        | Republikaner |
| Elijah Voorhees Brookshire  | 4. März 1889 – 3. März 1895        | Demokrat     |
| George Washington Faris     | 4. März 1895 – 3. März 1897        | Republikaner |
| Charles Lewis Henry         | 4. März 1897 – 3. März 1899        | Republikaner |
| George Washington Cromer    | 4. März 1899 – 3. März 1907        | Republikaner |
| John Alfred McDowell Adair  | 4. März 1907 – 3. März 1917        | Demokrat     |
| Albert Henry Vestal         | 4. März 1917 – 1. April 1932       | Republikaner |
| John William Boehne         | 4. März 1933 – 3. Januar 1943      | Demokrat     |
| Charles Marion La Follette  | 3. Januar 1943 – 3. Januar 1947    | Republikaner |
| Edward Archibald Mitchell   | 3. Januar 1947 – 3. Januar 1949    | Republikaner |
| Winfield Kirkpatrick Denton | 3. Januar 1949 – 3. Januar 1953    | Demokrat     |
| D. Bailey Merrill           | 3. Januar 1953 – 3. Januar 1955    | Republikaner |
| Winfield Kirkpatrick Denton | 3. Januar 1955 – 3. Januar 1963    | Demokrat     |
| Ray John Madden             | 3. Januar 1963 – 3. Januar 1965    | Demokrat     |
| Winfield Kirkpatrick Denton | 3. Januar 1965 – 30. Dezember 1966 | Demokrat     |
| Roger Herschel Zion         | 3. Januar 1967 – 3. Januar 1975    | Republikaner |
| Philip Harold Hayes         | 3. Januar 1975 – 3. Januar 1977    | Demokrat     |
| David Lance Cornwell        | 3. Januar 1977 – 3. Januar 1979    | Demokrat     |
| Huey Joel Deckard           | 3. Januar 1979 – 3. Januar 1983    | Republikaner |
| Francis Xavier McCloskey    | 3. Januar 1983 – 3. Januar 1995    | Demokrat     |
| John Nathan Hostettler      | 3. Januar 1995 – 3. Januar 2007    | Republikaner |
| John Bradley Ellsworth      | 3. Januar 2007 – 3. Januar 2011    | Demokrat     |
| Larry Dean Bucshon          | 3. Januar 2011 – 3. Januar 2025    | Republikaner |
| Mark Messmer                | 3. Januar 2025 –                   | Republikaner |

## 9. Sitz (seit 1843)
| Name                            | Amtszeit                         | Partei       |
| ------------------------------- | -------------------------------- | ------------ |
| Samuel Caldwell Sample          | 4. März 1843 – 3. März 1845      | Whig         |
| Charles William Cathcart        | 4. März 1845 – 3. März 1849      | Demokrat     |
| Graham Newell Fitch             | 4. März 1849 – 3. März 1853      | Demokrat     |
| Norman Eddy                     | 4. März 1853 – 3. März 1855      | Demokrat     |
| Schuyler Colfax                 | 4. März 1855 – 3. März 1869      | Republikaner |
| John Peter Cleaver Shanks       | 4. März 1869 – 3. März 1875      | Republikaner |
| Thomas Jefferson Cason          | 4. März 1875 – 3. März 1877      | Republikaner |
| Michael Doherty White           | 4. März 1877 – 3. März 1879      | Republikaner |
| Godlove Stein Orth              | 4. März 1879 – 16. Dezember 1882 | Republikaner |
| Charles Taylor Doxey            | 17. Januar 1883 – 3. März 1883   | Republikaner |
| Thomas Bayless Ward             | 4. März 1883 – 3. März 1887      | Demokrat     |
| Joseph Bonaparte Cheadle        | 4. März 1887 – 3. März 1891      | Republikaner |
| Daniel Webster Waugh            | 4. März 1891 – 3. März 1895      | Republikaner |
| James Franklin Hanly            | 4. März 1895 – 3. März 1897      | Republikaner |
| Charles Beary Landis            | 4. März 1897 – 3. März 1909      | Republikaner |
| Martin Andrew Morrison          | 4. März 1909 – 3. März 1917      | Demokrat     |
| Fred Sampson Purnell            | 4. März 1917 – 3. März 1933      | Republikaner |
| Eugene Burgess Crowe            | 4. März 1933 – 3. Januar 1941    | Demokrat     |
| Earl Wilson                     | 3. Januar 1941 – 3. Januar 1959  | Republikaner |
| Earl Lee Hogan                  | 3. Januar 1959 – 3. Januar 1961  | Demokrat     |
| Earl Wilson                     | 3. Januar 1961 – 3. Januar 1965  | Republikaner |
| Lee Herbert Hamilton            | 3. Januar 1965 – 3. Januar 1999  | Demokrat     |
| Baron Paul Hill                 | 3. Januar 1999 – 3. Januar 2005  | Demokrat     |
| Michael E. Sodrel               | 3. Januar 2005 – 3. Januar 2007  | Republikaner |
| Baron Paul Hill                 | 3. Januar 2007 – 3. Januar 2011  | Demokrat     |
| Todd Christopher Young          | 3. Januar 2011 – 3. Januar 2017  | Republikaner |
| Joseph Albert Hollingsworth III | 3. Januar 2017 –                 | Republikaner |

## 10. Sitz (1843–2003)
| Name                         | Amtszeit                           | Partei           |
| ---------------------------- | ---------------------------------- | ---------------- |
| Andrew Kennedy               | 4. März 1843 – 3. März 1847        | Demokrat         |
| William Rockhill             | 4. März 1847 – 3. März 1849        | Demokrat         |
| Andrew Jackson Harlan        | 4. März 1849 – 3. März 1851        | Demokrat         |
| Samuel Brenton               | 4. März 1851 – 3. März 1853        | Whig             |
| Ebenezer Mattoon Chamberlain | 4. März 1853 – 3. März 1855        | Demokrat         |
| Samuel Brenton               | 4. März 1855 – 29. März 1857       | Opposition Party |
| Charles Case                 | 7. Dezember 1857 – 3. März 1861    | Republikaner     |
| William Mitchell             | 4. März 1861 – 3. März 1863        | Republikaner     |
| Joseph Ketchum Edgerton      | 4. März 1863 – 3. März 1865        | Demokrat         |
| Joseph Hutton Defrees        | 4. März 1865 – 3. März 1867        | Republikaner     |
| William Williams             | 4. März 1867 – 3. März 1873        | Republikaner     |
| Henry Benton Sayler          | 4. März 1873 – 3. März 1875        | Republikaner     |
| William Summerville Haymond  | 4. März 1875 – 3. März 1877        | Demokrat         |
| William Henry Calkins        | 4. März 1877 – 3. März 1881        | Republikaner     |
| Mark Lindsey De Motte        | 4. März 1881 – 3. März 1883        | Republikaner     |
| Thomas Jefferson Wood        | 4. März 1883 – 3. März 1885        | Demokrat         |
| William Dale Owen            | 4. März 1885 – 3. März 1891        | Republikaner     |
| David Henry Patton           | 4. März 1891 – 3. März 1893        | Demokrat         |
| Thomas Hammond               | 4. März 1893 – 3. März 1895        | Demokrat         |
| Jethro Ayers Hatch           | 4. März 1895 – 3. März 1897        | Republikaner     |
| Edgar Dean Crumpacker        | 4. März 1897 – 3. März 1913        | Republikaner     |
| John Barney Peterson         | 4. März 1913 – 3. März 1915        | Demokrat         |
| William Robert Wood          | 4. März 1915 – 3. März 1933        | Republikaner     |
| Finly Hutchinson Gray        | 4. März 1933 – 3. Januar 1939      | Demokrat         |
| Raymond Smiley Springer      | 3. Januar 1939 – 28. August 1947   | Republikaner     |
| Ralph Harvey                 | 4. November 1947 – 3. Januar 1959  | Republikaner     |
| Randall S. Harmon            | 3. Januar 1959 – 3. Januar 1961    | Demokrat         |
| Ralph Harvey                 | 3. Januar 1961 – 30. Dezember 1966 | Republikaner     |
| Richard Lowell Roudebush     | 3. Januar 1967 – 3. Januar 1969    | Republikaner     |
| David Worth Dennis           | 3. Januar 1969 – 3. Januar 1975    | Republikaner     |
| Philip Riley Sharp           | 3. Januar 1975 – 3. Januar 1983    | Demokrat         |
| Andrew Jacobs Jr.            | 3. Januar 1983 – 3. Januar 1997    | Demokrat         |
| Julia May Carson             | 3. Januar 1997 – 3. Januar 2003    | Demokrat         |

## 11. Sitz (1853–1983)
| Name                      | Amtszeit                        | Partei       |
| ------------------------- | ------------------------------- | ------------ |
| Andrew Jackson Harlan     | 4. März 1853 – 3. März 1855     | Demokrat     |
| John Upfold Pettit        | 4. März 1855 – 3. März 1861     | Republikaner |
| John Peter Cleaver Shanks | 4. März 1861 – 3. März 1863     | Republikaner |
| James Foster McDowell     | 4. März 1863 – 3. März 1865     | Demokrat     |
| Thomas Neel Stilwell      | 4. März 1865 – 3. März 1867     | Republikaner |
| John Peter Cleaver Shanks | 4. März 1867 – 3. März 1869     | Republikaner |
| Jasper Packard            | 4. März 1869 – 3. März 1875     | Republikaner |
| James La Fayette Evans    | 4. März 1875 – 3. März 1879     | Republikaner |
| Calvin Cowgill            | 4. März 1879 – 3. März 1881     | Republikaner |
| George Washington Steele  | 4. März 1881 – 3. März 1889     | Republikaner |
| Augustus Newton Martin    | 4. März 1889 – 3. März 1895     | Demokrat     |
| George Washington Steele  | 4. März 1895 – 3. März 1903     | Republikaner |
| Frederick Landis          | 4. März 1903 – 3. März 1907     | Republikaner |
| George Washington Rauch   | 4. März 1907 – 3. März 1917     | Demokrat     |
| Milton Kraus              | 4. März 1917 – 3. März 1923     | Republikaner |
| Samuel Ellis Cook         | 4. März 1923 – 3. März 1925     | Demokrat     |
| Albert Richardson Hall    | 4. März 1925 – 3. März 1931     | Republikaner |
| Glenn Hasenfratz Griswold | 4. März 1931 – 3. März 1833     | Demokrat     |
| William Larrabee          | 4. März 1933 – 3. Januar 1943   | Demokrat     |
| Louis Leon Ludlow         | 3. Januar 1943 – 3. Januar 1949 | Demokrat     |
| Andrew Jacobs             | 3. Januar 1949 – 3. Januar 1951 | Demokrat     |
| Charles Bruce Brownson    | 3. Januar 1951 – 3. Januar 1959 | Republikaner |
| Joseph Walker Barr        | 3. Januar 1959 – 3. Januar 1961 | Demokrat     |
| Donald Cogley Bruce       | 3. Januar 1961 – 3. Januar 1965 | Republikaner |
| Andrew Jacobs junior      | 3. Januar 1965 – 3. Januar 1973 | Demokrat     |
| William Herbert Hudnut    | 3. Januar 1973 – 3. Januar 1975 | Republikaner |
| Andrew Jacobs junior      | 3. Januar 1975 – 3. Januar 1983 | Demokrat     |

## 12. Sitz (1873–1943)
| Name                       | Amtszeit                        | Partei       |
| -------------------------- | ------------------------------- | ------------ |
| Godlove Stein Orth         | 4. März 1873 – 3. März 1875     | Republikaner |
| Andrew Holman Hamilton     | 4. März 1875 – 3. März 1879     | Demokrat     |
| Walpole Gillespie Colerick | 4. März 1879 – 3. März 1883     | Demokrat     |
| Robert Lowry               | 4. März 1883 – 3. März 1887     | Demokrat     |
| James Bain White           | 4. März 1887 – 3. März 1889     | Republikaner |
| Charles A. O. McClellan    | 4. März 1889 – 3. März 1893     | Demokrat     |
| William Forgy McNagny      | 4. März 1893 – 3. März 1895     | Demokrat     |
| Jacob D. Leighty           | 4. März 1895 – 3. März 1897     | Republikaner |
| James McClellan Robinson   | 4. März 1897 – 3. März 1905     | Demokrat     |
| Newton Whiting Gilbert     | 4. März 1905 – 6. November 1906 | Republikaner |
| Clarence Chauncey Gilhams  | 6. November 1906 – 3. März 1909 | Republikaner |
| Cyrus Cline                | 4. März 1909 – 3. März 1917     | Demokrat     |
| Louis William Fairfield    | 4. März 1917 – 3. März 1925     | Republikaner |
| David Hogg                 | 4. März 1925 – 3. März 1933     | Republikaner |
| Louis Leon Ludlow          | 4. März 1933 – 3. Januar 1943   | Demokrat     |

## 13. Sitz (1873–1933)
| Name                      | Amtszeit                        | Partei              |
| ------------------------- | ------------------------------- | ------------------- |
| William Williams          | 4. März 1873 – 3. März 1875     | Republikaner        |
| John Harris Baker         | 4. März 1875 – 3. März 1881     | Republikaner        |
| William Henry Calkins     | 4. März 1881 – 20. Oktober 1884 | Republikaner        |
| Benjamin Franklin Shively | 1. Dezember 1884 – 3. März 1885 | Anti-Monopoly Party |
| George Ford               | 4. März 1885 – 3. März 1887     | Demokrat            |
| Benjamin Franklin Shively | 4. März 1887 – 3. März 1893     | Demokrat            |
| Charles Gerard Conn       | 4. März 1893 – 3. März 1895     | Demokrat            |
| Lemuel Willard Royse      | 4. März 1895 – 3. März 1899     | Republikaner        |
| Abraham Lincoln Brick     | 4. März 1899 – 7. April 1908    | Republikaner        |
| Henry A. Barnhart         | 3. November 1908 – 3. März 1919 | Demokrat            |
| Andrew James Hickey       | 4. März 1919 – 3. März 1931     | Republikaner        |
| Samuel Barrett Pettengill | 4. März 1931 – 3. März 1933     | Demokrat            |